# 28126 Nydegger
28126 Nydegger este un asteroid din centura principală de asteroizi.

## Descriere
28126 Nydegger este un asteroid din centura principală de asteroizi. A fost descoperit pe 26 septembrie 1998 la Socorro, New Mexico, în cadrul proiectului LINEAR. Asteroidul prezintă o orbită caracterizată de o semiaxă mare de 2,24 ua, o excentricitate de 0,11 și o înclinație de 4,1° în raport cu ecliptica.